# Христо Кляшев
Христо Николов Кляшев е български революционер и общественик, деец на Вътрешната македоно-одринска революционна организация.

## Биография
Христо Кляшев е роден в костурското село Жупанища, тогава в Османската империя, днес в Гърция. Присъединява се към ВМОРО и действа като четник, по-късно е такъв при Александър Протогеров.
Емигрира в България и се установява в Асеновград, където е тютюнев работник и същевременно е първи секретар на ОК на БКП – Асеновград. Завежда и Отдел „Военен“ при ЦК на БКП.
През 1947 година влиза в Националния комитет на македонските братства като член.